# Svålnemertin
Svålnemertin (Tarrhomyos praealbescens) är en djurart som tillhör fylumet slemmaskar, och som först beskrevs av Cantell 1982. Enligt Catalogue of Life ingår Svålnemertin i släktet Tarrhomyos och familjen Lineidae, men enligt Dyntaxa är tillhörigheten istället släktet Tarrhomyos, och ordningen Heteronemertea. Arten är reproducerande i Sverige. Inga underarter finns listade i Catalogue of Life.